# Esiliiga B 2014
L'Esiliiga B 2014 è stata la 2ª edizione della terza divisione del campionato di calcio estone.
Il campionato è stato vinto dall'Infonet II, formazione riserve della prima squadra militante in Meistriliiga.

## Squadre partecipanti
Le squadre promosse dalla II Liiga sono Infonet II, Santos Tartu e Maardu; mentre non ci sono state retrocessioni dall'ultima stagione di Esiliiga, a seguito della mancata iscrizione di Tartu SK 10 e Tammeka Tartu II.
| Club               | Città        | Stadio                     | Posizione 2013                      |
| ------------------ | ------------ | -------------------------- | ----------------------------------- |
| Ararat/TTÜ         | Tallinn      | Sportland Arena            | 4º posto                            |
| Elva               | Elva         | Stadio Elva                | 6º posto                            |
| Flora Tallinn III  | Tallinn      | Sportland Arena            | 9º posto, ripescato                 |
| HÜJK Emmaste       | Emmaste      | Stadio Männiku (a Tallinn) | 5º posto                            |
| Infonet II         | Tallinn      | Sportland Arena            | 2º nel girone Nord/Est di II Liiga  |
| Järve Kohtla-Järve | Kohtla-Järve | Stadio Spordikeskuse K-J   | 10º posto, ripescato                |
| Kalev Sillamäe 2   | Sillamäe     | Stadio Kalevi              | 3º posto                            |
| Maardu             | Maardu       | Stadio Maardu              | 1º nel girone Nord/Est di II Liiga  |
| Santos Tartu       | Tartu        | Stadio Tamme               | 1º nel girone Sud/Ovest di II Liiga |
| TJK Legion         | Tallinn      | Sportland Arena            | 7º posto                            |

## Classifica finale
|  | Pos. | Squadra             | Pt | G  | V  | N | P  | GF  | GS  | DR   |
|  | ---- | ------------------- | -- | -- | -- | - | -- | --- | --- | ---- |
|  | 1.   | Infonet II          | 99 | 36 | 32 | 3 | 1  | 124 | 34  | +90  |
|  | 2.   | Santos Tartu        | 96 | 36 | 32 | 0 | 4  | 161 | 27  | +134 |
|  | 3.   | HÜJK Emmaste        | 59 | 36 | 18 | 5 | 13 | 71  | 81  | -10  |
|  | 4.   | Kalev Sillamäe 2    | 54 | 36 | 17 | 3 | 16 | 74  | 64  | +10  |
|  | 5.   | Maardu              | 50 | 36 | 16 | 2 | 18 | 70  | 85  | -15  |
|  | 6.   | Elva                | 41 | 36 | 12 | 5 | 19 | 45  | 79  | -34  |
|  | 7.   | Järve Kohtla-Järve  | 37 | 36 | 11 | 4 | 21 | 53  | 77  | -24  |
|  | 8.   | Ararat/TTÜ          | 32 | 36 | 9  | 5 | 22 | 55  | 80  | -25  |
|  | 9.   | Flora Tallinn III * | 27 | 36 | 8  | 3 | 25 | 44  | 112 | -68  |
|  | 10.  | TJK Legion          | 27 | 36 | 7  | 6 | 23 | 53  | 111 | -58  |

(*)squadra ineleggibile per la promozione.

### Play-off
La sfida play-off prevista tra  Tarvas Rakvere (8° in Esiliiga) e  HÜJK Emmaste non è stata disputata per la rinuncia dell'Emmaste, che ha deciso di mantenere la propria categoria.

### Play-out
|               | Risultati |               | Luogo e data              |  |
| ------------- | --------- | ------------- | ------------------------- |  |
| Joker Raasiku | 3 - 1     | Ararat/TTÜ    | Raasiku, 16 novembre 2014 |  |
| Ararat/TTÜ    | 6 - 4     | Joker Raasiku | Tallinn, 22 novembre 2014 |  |
|               |           |               |                           |  |

L'Ararat TTÜ perde i play-off.

## Verdetti
- Infonet II e  Santos Tartu promossi in Esiliiga 2015.
- TJK Legion retrocesso in II Liiga.
- Ararat/TTÜ (dopo play-out) e  Flora Tallinn III inizialmente retrocessi in II Liiga e poi ripescati.